# Margrabiowie Miśni
Margrabiowie Miśni
- 965 – 976 Wigbert
- 976 – 979 Thietmar I

Dynastia Ekkehardynów
- 979 – 982 Gunter z Merseburga

- 982 – 985 Rykdag

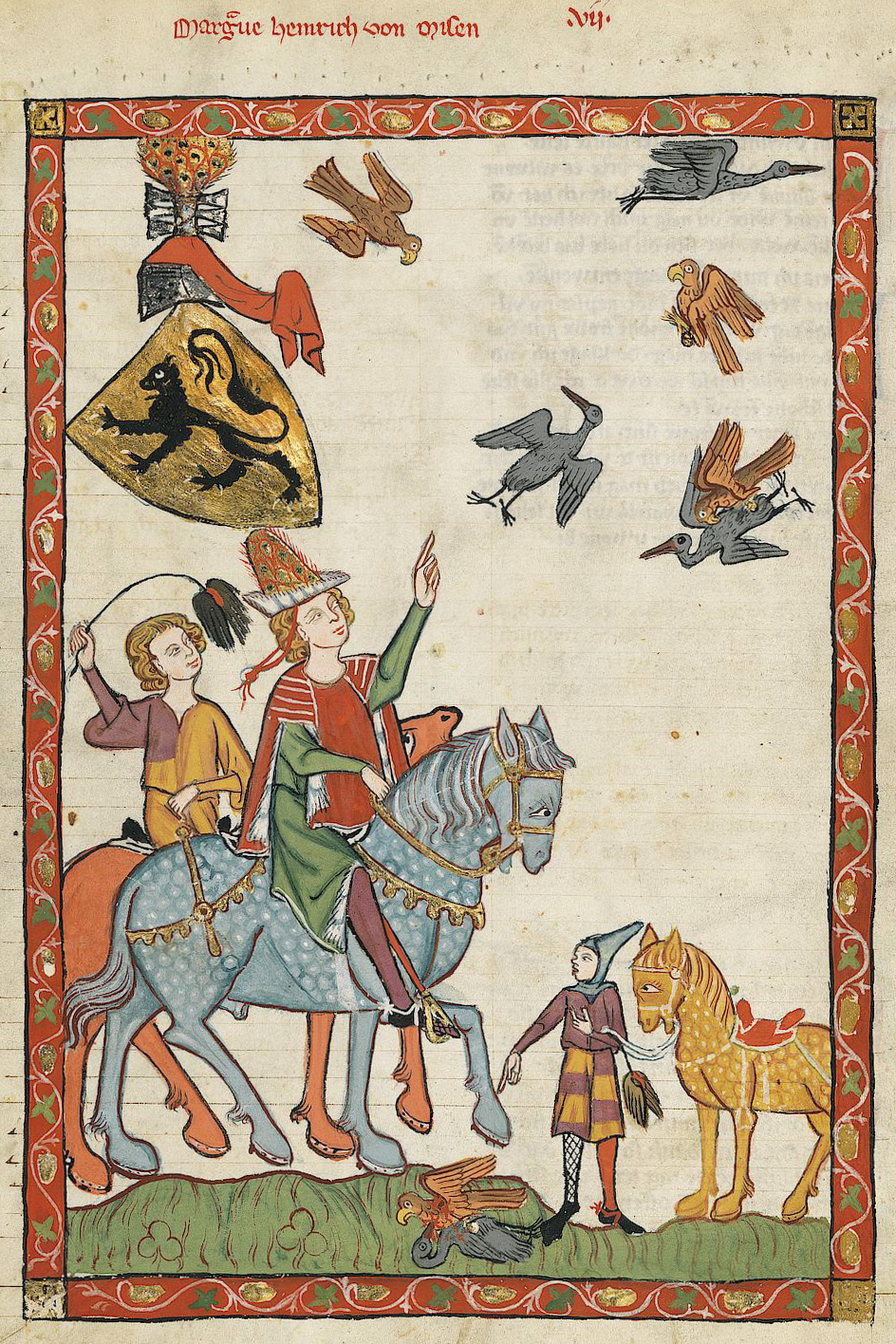
Margrabia miśnieński Henryk III Dostojny, Kodeks Manesse, XIV w.

- 985 – 1002 Ekkehard I (syn Guntera z Merseburga)
- 1002 – 1009 Guncelin z Kuckenburga (syn Guntera z Merseburga)
- 1009 – 1038 Herman I (syn Ekkeharda I)
- 1038 – 1046 Ekkehard II (syn Ekkeharda I)

Dynastia z Weimaru-Orlamünde
- 1046 – 1062 Wilhelm
- 1062 – 1067 Otto i Henryk

Dynastia z Brunszwiku
- 1067 – 1068 Ekbert I
- 1068 – 1089 Ekbert II (syn Ekberta I, zm. 1090)
  - 1076 – 1089 Wratysław II Przemyślida[a]

Dynastia Wettynów
- 1089 – 1103 Henryk I
- 1103 – 1123 Henryk II (syn Henryka I)
  - 1123 – 1124 Wiprecht z Grójca
- (1123) 1125 – 1156 Konrad Wielki (kuzyn Henryka II, zm. 1157)[b]
  - 1124 – 1125 Herman z Winzenburga
- 1156 – 1190 Otto Bogaty (syn Konrada Wielkiego)
- 1190 – 1195 Albrecht I Pyszny (syn Ottona Bogatego)

- 1195 – 1197 Henryk VI Hohenstauf

- 1197 – 1221 Dytryk I Zgnębiony (syn Ottona Bogatego)
- 1221 – 1288 Henryk III Dostojny (syn Dytryka I)[d]
- 1288 Albrecht II Wyrodny (syn Henryka III, zm. 1314)[b]
- 1288 – 1291 Fryderyk Tuta (syn Dytryka Mądrego, bratanek Albrechta II)
- (1291) 1307 – 1323 Fryderyk I Dzielny (syn Albrechta II)
  - 1294 – 1298 Adolf z Nassau[e]
  - 1298 – 1307 Albrecht I Habsburg[f]
- 1323 – 1349 Fryderyk II Poważny (syn Fryderyka I)
- 1349 – 1381 Fryderyk III Srogi (syn Fryderyka II)
- 1349 – 1382 Baltazar (syn Fryderyka II)
- 1349 – 1407 Wilhelm I Jednooki (syn Fryderyka II)
- (1381) 1407 – 1428 Fryderyk IV Kłótnik (syn Fryderyka III)[g]
- (1381) 1407 – 1425 Wilhelm II Bogaty (syn Fryderyka III)
- 1381 – 1401 Jerzy (syn Fryderyka III)[h]

Uwaga: wcięcia oznaczają margrabiów, którzy byli z innych dynastii niż ujęte w poszczególnych nagłówkach.